# 加拿大永久居民卡
加拿大永久居民卡（英語：Canada Permanent Resident Card），俗称枫叶卡，是加拿大永久居民的身份證明文件，其性质类似于美国的绿卡。早期加拿大使用移民纸，911事件后由于美加邊境為世界上最长的不设防边境，在美国政府的提议下，加拿大政府從2002年6月28日起开始对永久居民签发枫叶卡。

## 申请程序

### 新移民登陆
2002年6月28日以后登陆加拿大成为永久居民的新移民开始强制签发枫叶卡。在入境加拿大的各口岸，新移民需要提供一个接收枫叶卡的地址，如果在入境时还没有可以提供的地址，新移民需要在180天内电话通知加拿大移民部（IRCC），电话号码18882422100，只可以使用加拿大境内的电话拨打，美国及任何其他国家的电话都无法拨通此号码。如果不能在新登陆时申请枫叶卡，需要新的申请程序，以及额外的五十加元。2010年，新移民登陆到收到枫叶卡的时间大概为 67天，延期枫叶卡的时间大概是五个月到8个月不等。
自从COVID-19疫情以来，加拿大移民部对身在加拿大的申请人推出了网上自助登陆的选项（eCOPR)，让亲自前往边境登陆成为历史。新移民只需依照移民部的电子邮件通知，登陆一个专门的网上平台，在家里就可以完成登陆的全部步骤，无需前往边境，也无需前往移民部办公室。枫叶卡会被直接邮寄到家。

### 枫叶卡外观
枫叶卡于2002年6月正式实施。枫叶卡效期通常为自发卡日起五年。这种新型，塑料质料的卡片，如皮夹般大小，具有多项安全防护特性，卡片上有雷射印刻之照片与签名，并载有持卡人之外表特征，如性别、身高与眼睛颜色等，而且枫叶卡含有一个比银行金融卡磁带还要精密之高科技设计，内含永久居民身份确认所需之所有数据。

### 枫叶卡有效期
枫叶卡的有效期通常有五年，但是在一些特殊情况，有效期可能只有一年。卡上的有效日期只表示持卡人需於當日或以後換領新証；楓葉卡有效期過後不表示持卡人已失去其永久居民身份，而持卡人在某些情況下（特別是違反居住限制條款時）更可能在楓葉卡失效前也失去永久居民身份。

### 枫叶卡只能在加拿大境内申请
有意申請楓葉卡的人士只可於加拿大境内辦理有關手續。身處國外的加拿大永久居民若有意申請楓葉卡的話，或者枫叶卡损坏或者遗失，需前往當地的加拿大使领馆或移民部辦事處申請一次性回加証（費用為50加元），再返回加拿大辦理有關手續。如果没有枫叶卡或一次性回加证，将无法乘坐国际航班返回加拿大。

### 处理时间
枫叶卡由位於新斯科舍省悉尼市的加拿大移民部個案處理中心簽發，签发时间可見於移民部網站。

## 加拿大居住证明
如果要保持加拿大永久居民的身份，申请人需要在过去的五年内住满两年。与美国绿卡不同的是，枫叶卡持有人的居住时间是累计计算天数的，有730天（两年）就可以延期成功。如果在申请延续枫叶卡时尚未达到730天的居住要求，可能导致延续申请被驳回。
申請人的永久居民資格是以《移民及難民保護法》内的條款作出定奪。有效楓葉卡的持卡人可被「假定」為永久居民，但加拿大政府也沒有強制規定永久居民一定要持有楓葉卡。

## 入境必備
從2003年12月31日起，永久居民在多數情況下需向商營運輸公司（如航空、鐵路或長途客車公司）出示有效楓葉卡或旅遊證件才可在國外登上前往加拿大的客運服務。以往，永久居民所使用的護照若可免簽證進入加拿大的話，通常也可憑該護照登上上述客運服務（但這些旅客若只購單程機票的話也有可能被某些航空公司拒絕登機）。但是，从2016 年 11 月 10 日起，所有免签证前往加拿大的旅客（美国公民和永久居民除外）在登上前往加拿大航班前必须获得电子旅行授权(eTA），而加拿大永久居民无法申请eTA，至此，加拿大永久居民无法仅使用其享有免签证待遇的外国护照（美国护照除外）登机前往加拿大。不过，目前乘坐汽车、公共汽车、火车或轮船（包括游轮）前往加拿大依然不需要eTA。
枫叶卡持有人仅仅用枫叶卡不可以入境美国任何一州或美国海外领地。而美国绿卡持有人可以仅仅使用绿卡从陆路入境加拿大，911后机场检查都需要持有护照才可以入境。

## 枫叶卡的功效

### 加拿大境内
永久居民在加拿大國内有時要向省政府、僱主、學校等機構證明其永久居民身份；在這些情況下，出示有效楓葉卡是最便捷的方法，但其他身份文件中也有部分（如移民落地紙的正本）可应用於此。

### 加拿大境外
在某些情況下，外國政府機關有可能要求加拿大永久居民出示楓葉卡。加拿大永久居民卡持有人可在所持护照未享有免签待遇的情况下，免签前往以下国家和地区：
- 荷属加勒比地区（180天内90天）[4][5]
- 安圭拉（3个月）
- 巴哈马（90天）
- 伯利兹（30天）
- 百慕大（最长6个月）
- 英属维尔京群岛 (最长6个月)
- 开曼群岛（60天)
- 哥斯达黎加（30天, 永久居民卡必须有6个月以上的有效期)
- 古巴（30天）
- 多米尼加共和国（60天)
- 萨尔瓦多（仅限部分国籍）
- 格鲁吉亚（180天内90天）
- 危地马拉（仅限部分国籍）
- 洪都拉斯（仅限部分国籍）
- 牙买加（6个月）
- 科索沃（15天）
- 墨西哥（180天）[6]
- 尼加拉瓜（180天内90天，仅限部分国籍）
- 巴拿马（30天或180天）
- 秘鲁（6个月，仅限中国和印度公民）
- 卡塔尔（30天）
- 圣皮埃尔和密克隆（180天内90天）
- 新加坡（96小时免签证往返第三国，仅限中国和印度公民）
- 圣马丁岛（90天）
- 韩国（30天免签证往返第三国，仅限部分国籍）
- 特克斯和凯科斯群岛（90天）

加拿大永久居民向其他國家申請旅客簽證時，可出示有效楓葉卡以证明其永久居民身份。